# Szkocka Partia Liberalnych Demokratów
Szkocka Partia Liberalnych Demokratów, ang. Scottish Liberal Democrats (SPLD), gael.  Libearal Deamocratach na h-Alba – centrolewicowa partia polityczna w Szkocji. Jedna z trzech brytyjskich partii liberalnych obok Walijskiej Partii Liberalnych Demokratów i Partii Liberalnej w Anglii.
SPLD ma 11 z 59 szkockich miejsc w parlamencie brytyjskim i 5 z 129 miejsc w szkockim.